# Малинен, Антон Юккаевич
Малинен Антон Юккаевич (31 июля 1989, Санкт-Петербург) — российский музыкант-мультиинструменталист, композитор, певец.

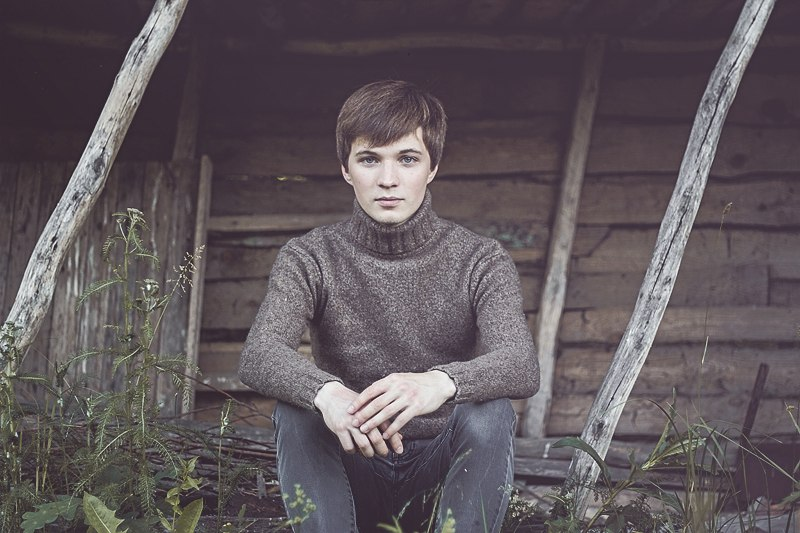
Photo of Anton Malinen in woods

## Биография
Родился 31 июля 1989 года в семье искусствоведа Ирины Малинен и финского инженера Юкки Саккари Малинена. До пяти лет жил в Финляндии, после переехал в Петербург.
С 1996-го по 2006 год занимался в хоре при ДТЮ Фрунзенского района, там он получил возможность освоить несколько инструментов, гитару, фортепиано, контрабас. Позже он расширил этот список укулеле, слайд-гитарой и ударными. С 2006-го по 2010-й год Малинен учился в Санкт Петербургском университете культуры и искусств. Музыкальная карьера Антона началась в 2012-м году с записи альбома Cape of Good Hope, на котором партии на всех инструментах он записал сам. Антон в равной степени владеет несколькими музыкальными инструментами и сам продюсирует свои записи.
Для концертов в 2012 году из соратников была собрана группа Malinen. В 2012 - 2018 годы в концертный состав группы входили: Малинен Антон — вокал, фортепиано, укулеле, гитара, слайд-гитара; Ильдюков Кирилл — ударные; Щербаков Владимир — гитара, пианика, глокеншпиль, казу; Григорьев Андрей — бас-гитара, вокал. Выступления группы проходили в Екатеринбурге, Казани, Москве, Нижнем Новгороде, Обнинске, Перми, Петрозаводске, Санкт-Петербурге и Туле. 
9 декабря 2017 года группа Malinen выступила с юбилейным концертом, посвященном пятилетию группы, в Анненкирхе, Санкт-Петербург. 
6 января 2017 года Malinen выступил на благотворительном фестивале "Рождество" в Анненкирхе. В фестивале также принимали участие группы IOWA, Pravada, Subcultura, Шарфы и Дмитрий Шлетгауэр и госпел-хор Total Praise. Все вырученные средства пошли на реставрацию церкви. 
27 октября 2018 года Malinen принял участие в праздничном концерте в Лютеранской церкви Св. Анны в честь установки креста на куполе церкви, средства на которую были собраны жителями Санкт-Петербурга. 
Критики характеризуют стиль Malinen как лёгкий, мелодичный, меланхоличный инди-фолк В 2014 году после записи второго альбома Shangri-La журнал Афиша назвал этот альбом одним из лучших за текущий год.

## Дискография
- 2012 — Cape of Good Hope
- 2014 — Shangri-La
- 2016 — Contact Print
- 2021 — Turn To Stone